# Хавлок (тауншип, Миннесота)
Хавлок (англ. Havelock) — тауншип в округе Чиппева, Миннесота, США. На 2000 год его население составило 189 человек.

## География
По данным Бюро переписи населения США площадь тауншипа составляет 92,6 км², из которых 92,6 км² занимает суша, водоёмов нет.

## Демография
По данным переписи населения 2000 года здесь находились 189 человек, 71 домохозяйство и 57 семей.  Плотность населения —  2,0 чел./км².  На территории тауншипа расположено 76 построек со средней плотностью 0,8 построек на один квадратный километр. Расовый состав населения: 98,41 % белых, 1,59 % — других рас США. Испанцы или латиноамериканцы любой расы составляли 1,59 % от популяции тауншипа.
Из 71 домохозяйства в 40,8 % воспитывались дети до 18 лет, в 77,5 % проживали супружеские пары, в 1,4 % проживали незамужние женщины и в 19,7 % домохозяйств проживали несемейные люди. 16,9 % домохозяйств состояли из одного человека, при том 7,0 % из — одиноких пожилых людей старше 65 лет. Средний размер домохозяйства — 2,66, а семьи — 3,02 человека.
25,4 % населения — младше 18 лет, 5,3 % — в возрасте от 18 до 24 лет, 26,5 % — от 25 до 44, 26,5 % — от 45 до 64, и 16,4 % — старше 65 лет. Средний возраст — 43 года. На каждые 100 женщин приходилось 98,9 мужчин.  На каждые 100 женщин старше 18 приходилось 98,6 мужчин.
Средний годовой доход домохозяйства составлял 42 500 долларов, а средний годовой доход семьи —  47 083 доллара. Средний доход мужчин —  26 250  долларов, в то время как у женщин — 20 000. Доход на душу населения составил 17 012 долларов. За чертой бедности находились 4,9 % семей и 7,5 % всего населения тауншипа, из которых 11,4 % младше 18 лет.